# Área metropolitana de New Haven-Milford
El Área Estadística Metropolitana de New Haven-Milford, CT MSA, como la denomina oficialmente la Oficina de Administración y Presupuesto, es un Área Estadística Metropolitana que abarca únicamente el condado de New Haven, en el estado estadounidense de Connecticut. Tiene una población de 862.477 habitantes según el Censo de 2010, convirtiéndola en la 60.º área metropolitana más poblada de los Estados Unidos.

## Área Estadística Metropolitana Combinada
El área metropolitana de New Haven-Milford es parte del Área Estadística Metropolitana Combinada de Nueva York-Newark-Bridgeport, NY-NJ-CT-PA CSA junto con:
- el Área Estadística Metropolitana de Nueva York-Norte de Nueva Jersey-Long Island, NY-NJ-PA MSA
- el Área Estadística Metropolitana de Bridgeport-Stamford-Norwalk, CT MSA
- el Área Estadística Metropolitana de Poughkeepsie-Newburgh-Middletown, NY MSA
- el Área Estadística Metropolitana de Trenton-Ewing, NJ MSA
- el Área Estadística Metropolitana de Kingston, NY MSA
- el Área Estadística Micropolitana de Torrington, CT µSA

## Principales comunidades del área metropolitana
Ciudades principales o núcleo
- New Haven
- Milford